# 克里爾斯普林斯 (伊利諾伊州)
克里爾斯普林斯（英語：Creal Springs）是一個位於美國伊利諾伊州威廉森縣的城市。

## 地理
克里爾斯普林斯的座標為37°37′11″N 88°50′16″W / 37.61972°N 88.83778°W，而該地的平均海拔高度為155米（即509英尺）。

## 人口
根據2010年美國人口普查的數據，克里爾斯普林斯的面積為2.58平方千米，當中陸地面積為2.57平方千米，而水域面積為0.01平方千米。當地共有人口543人，而人口密度為每平方千米210.47人。